# Gustav Böhrnsen
Gustav Böhrnsen (* 24. Januar 1914 in Bremen; † 21. Juni 1998 in Bremen) war ein deutscher Politiker und Widerstandskämpfer gegen den Nationalsozialismus.

## Biografie
Böhrnsen war von 1928 bis 1936 bei der Großwerft AG Weser als Maschinenbaulehrling und Schlosser tätig. Zunächst Mitglied der SAJ und der SPD, schloss er sich der 1931 gegründeten SAPD und 1932 dem KJVD an. In der NS-Zeit war er für die KPD in der illegalen Widerstandsarbeit gegen das Regime aktiv. Von 1936 bis 1939 aus politischen Gründen inhaftiert, musste er ab 1942 im Zweiten Weltkrieg in der Strafdivision 999 kämpfen und geriet im Mai 1943 in amerikanische Kriegsgefangenschaft, die im Juli 1946 endete. Von 1946 bis 1948 war er im öffentlichen Dienst als Jugendpfleger und dann bis 1951 bei der amerikanischen Militärregierung tätig. Er trat 1948 aus der KPD aus, wurde wieder Mitglied der SPD und bald darauf Mitglied der Gewerkschaft IG Metall.
Ab 1951 war er wieder bei der AG Weser beschäftigt. 1954 trat er auf der Liste der Gewerkschaft IG  Metall zur Wahl des Betriebsrates an. Die Gewerkschaftsliste erhielt 2620 Stimmen (= 66 %). Durch diese Wahlen wurde die bisherige Macht der KPD im Betriebsrat gebrochen. Böhrnsen wurde zum Betriebsratsvorsitzenden der AG Weser gewählt. Dieses Amt nahm er 25 Jahre lang bis 1979 wahr.
1955 wurde Böhrnsen Mitglied der Bremischen Bürgerschaft. Von 1966 bis 1968 war er stellvertretender Vorsitzender und dann bis 1971 Vorsitzender der SPD-Fraktion als Nachfolger von Richard Boljahn; ihm folgte Walter Franke, daneben gehörte er dem SPD-Landesvorstand an. Die Bürgerschaft wählte ihn zum Mitglied der fünften Bundesversammlung, die 1969 Gustav Heinemann zum Bundespräsidenten wählte.
Gustav Böhrnsen war der Vater des ehemaligen Bremer Bürgermeisters Jens Böhrnsen.

### Ehrungen
In Bremen-Gröpelingen wurde eine Straße nach ihm benannt.